# Franz Holzweißig
Franz Holzweißig (Chemnitz, 27 de março de 1928 – 23 de setembro de 2018) foi um engenheiro mecânico alemão.

## Vida
Após frequentar a Kreuzschule e o Dresdner Kreuzchor de 1938 a 1944 em Dresden, Franz Holzweißig estudou engenharia mecânica de 1946 a 1949 na Hochschule Mittweida. Em 1949 foi para a Universidade Técnica de Dresden, obtendo o diploma em 1953. De 1953 a 1961 foi assistente no Instituto de Mecânica Técnica da Universidade Técnica de Dresden, onde obteve um doutorado em 1959.
Publicou com Hans Dresig a obra Maschinendynamik.

## Publicações selecionadas
- Einführung in die Messung mechanischer Schwingungen, VEB Fachbuchverlag Leipzig, 1963.
- Hans Göldner, Franz Holzweißig: Leitfaden der Technischen Mechanik : Statik, Festigkeitslehre, Kinematik, Dynamik. 11. verb. Auflage, Fachbuchverlag, Leipzig 1989, ISBN 3-343-00497-9
- Dresig, H., Holzweißig, F.: Dynamics of Machinery: Theory and Applications, Springer-Verlag, Berlin und Heidelberg, 2010, ISBN 978-3540899396.
- Dresig, H., Holzweißig, F.: Maschinendynamik, Springer Verlag, Berlin, Heidelberg, 11. Auflage, 2013, ISBN  978-3642295706.
- Dresig, H., Holzweißig, F.:  机器动力学(附光盘)(光盘1张) (Maschinendynamik), Science Press, Beijing, 2012, ISBN 978-7030327437.